# محمد بن عبد القادر بن عثمان الجعفري
 محمد بن عبد القادر بن عثمان بن عبد الرحمن بن عبد المنعم بن نعمة بن سلطان بن سرور الجعفري النابلسي الحنبلي، (727 - 797 هـ) (1327 - 1395 م) يُلقب بشمس الدين، وكنيته أبو عبد الله، عالم أهل نابلس، كان حنبليًا وسمع الحديث، وكانت له عناية به. صحب ابن قيم الجوزية وتفقه عليه، لما مات ولده القاضي شرف الدين عبد القادر فقد عقله، واستمر على ذلك إلى أن مات ببلده نابلس في شوال سنة 797 هـ. قال ابن العماد: «كان من الفضلاء الأكابر، وكان يلقب بالجنة لكثرة ما عنده من العلوم».

## مصنفاته
- مختصر طبقات الحنابلة.
- تصحيح الخلاف المطلق في المقنع.
- مختصر كتاب العزلة لأبي سليمان الخطابي.
- وقطعة في تفسير القرآن.[3]